# Marlene Favela
Marlene Favela (Santiago Papasquiaro, Durango; 5 de agosto de 1976), cuyo nombre completo es Silvia Marlene Favela Meraz, es una actriz y modelo mexicana conocida por telenovelas como Gata salvaje y El amor invencible. 
En verano de 2012 firmó exclusividad con Telemundo y su trayectoria con cadena incluye títulos como El Zorro: la espada y la rosa, Los herederos Del Monte, El rostro de la venganza y El Señor de los Cielos.

## Biografía y carrera
Incursiona en actuación con telenovelas como Por tu amor, Infierno en el paraíso, Mujeres engañadas, La casa en la playa, Entre el amor y el odio y La intrusa. Por su papel de Lupita en la última producción nominada como debutante del año en los Premios El Heraldo de México.
El escritor Alberto Gómez se fija en ella y le otorgó su primer rol protagónico en Gata salvaje que batió récords de audiencia. Compartió escenario con actores como Mario Cimarro, Carolina Tejera y Marjorie de Sousa. También participó en videoclip de Pablo Montero "Gata salvaje" tema principal de telenovela.
En teatro trabajó con Helena Rojo y Julio Alemán en Sueños de un seductor y Sé infiel y no mires con quién.
También participó como presentadora del programa Meridiano X que trató sobre práctica de deportes extremos.
Posteriormente y siempre en telenovelas regresó a México para realizar participación especial en dos episodios de Velo de novia (2003) producida por Juan Osorio. En 2004 participó en Rubí bajo producción de José Alberto Castro interpretando a Sonia Echevarría. Ese mismo año también debutó como empresaria abriendo tienda de regalos en Querétaro. 
En 2005 protagonizó Contra viento y marea junto a Sebastián Rulli. Después participó en el videoclip del tema "Siempre contigo" del grupo mexicano Los Tucanes de Tijuana.
En 2006 Salma Hayek la invitó a participar en serie estadounidense Ugly Betty y luego en 2007 protagonizó El Zorro: la espada y la rosa primera telenovela de historia filmada en HD. Producción realizada por Telemundo en colaboración con Sony Pictures y en ella también participaron Christian Meier, Erick Elías y Harry Geithner.
Tiempo después, Asociación de cronistas del espectáculo de Nueva York le concedió el premio ACE a mejor actriz de televisión escénica por su papel de Esmeralda Sánchez de Moncada en la telenovela que protagonizó en 2007.
Tras estreno del proyecto que marcó su debut en Telemundo elegida por televisora junto a Carlos Ponce para presentar Premios Billboard de la música latina 2007.
Ese mismo año con motivo de la celebración de 50 años de la telenovela en México la productora Rosy Ocampo la llamó para protagonizar junto a Lucía Méndez y Sergio Goyri la telenovela Amor sin maquillaje en Televisa. Como parte del estreno de esta producción plasmó sus huellas en Paseo de las Luminarias o Plaza de las Estrellas de Ciudad de México.
En 2008 participó en la película Playball de Alfonso Rodríguez la cual se estrenó en primer Festival de cine dominicano de Miami. En este largometraje Favela compartió créditos con Ivonne Montero y Luis López. Este mismo año esta actriz figuró en lista de revista People en Español como uno de los 50 rostros más bellos del mundo artístico al lado de Javier Bardem, Sofía Vergara y Angélica Rivera.
Tras cuatro años de ausencia en 2011 regresó a pantallas de Telemundo para protagonizar telenovela Los herederos Del Monte nuevamente junto a Mario Cimarro. Esta producción realizada en Colombia, grabada íntegramente en HD y contó con participación de figuras como Diana Quijano, José Luis Reséndez, Roberto Mateos y Natasha Klauss entre otros.
En 2012 regresó a pantallas de Univision para protagonizar en Miami telenovela Corazón apasionado junto a Guy Ecker y Susana Dosamantes, Lorena Meritano, Daniela Navarro y Carlos Guillermo Haydon entre otros.
El 27 de julio de ese año superó derrame cerebral por el cual canceló su participación en gira de la obra de teatro Una cena con movida junto a Juan Soler. Dos meses más tarde obtuvo rol antagónico en El rostro de la venganza, telenovela en la que compartió créditos con David Chocarro, Saúl Lisazo, Maritza Rodríguez y Elizabeth Gutiérrez.
El 18 de octubre volvió a presentar nueva edición de los premios Billboard de la música latina, esta vez acompañada de Rafael Amaya y el presentador de televisión Daniel Sarcos que fungieron como anfitriones de entrega de premios realizada por Telemundo Global Studios.
El 9 de febrero de 2013 coronada como reina de los mariachis en el teatro Ferrocarrilero de Ciudad de México con motivo del Día mundial de los Mariachis. «Estoy contenta, emocionada y consciente de esta gran responsabilidad de representar a los mariachis no sólo en mi país sino también a nivel internacional y junto con Chucho López buscaré la unidad de los diversos gremios que concentran músicos mariachis, para el sueño de la Casa del Mariachi» expuso ante prensa tras su coronación.
Ese mismo mes volvió a ser portada de revista H.
En 2014 participó en segunda temporada de El Señor de los Cielos de Telemundo junto a Rafael Amaya, Ximena Herrera, Carmen Villalobos, Fernanda Castillo y Mauricio Ochmann. En serie interpretó a Victoria Narváez, candidata a gobernatura del estado de Jalisco y que mantiene relación sentimental con el narcotraficante Aurelio Casillas, protagonista de historia.
En 2015 regresa a Televisa para participar en telenovela del productor José Alberto Castro Pasión y poder interpretando a Nina Montenegro, al lado de Fernando Colunga, Susana González y Jorge Salinas.
En marzo de 2019 realiza una actuación especial en segunda temporada de Por amar sin ley donde encarna a Mónica, una mujer que se hace pasar por Verónica para vengar muerte de su hijo. 
En 2021 forma parte del elenco de La Desalmada, junto a Livia Brito, Eduardo Santamarina, José Ron y Marjorie De sousa.
En 2023 se une al elenco de El amor invencible, producida por Juan Osorio, al lado de Angelique Boyer y Daniel Elbittar entre otros, dónde encarna a la antagonista, Columba Villareal. A finales del mismo año y de nuevo, de la mano de José Alberto Castro, protagoniza la nueva versión de El maleficio junto a Fernando Colunga.
A finales de 2024, Salvador Mejía la convoca para antagonizar Me atrevo a amarte, junto a César Évora, Karyme Lozano, Rodrigo Guirao y Kimberly Dos Ramos.

## Trayectoria

### Telenovelas
| Año       | Telenovela                          | Personaje                                       |
| --------- | ----------------------------------- | ----------------------------------------------- |
| 1999      | Por tu amor                         | Mónica                                          |
| 1999      | Infierno en el paraíso              | Patricia                                        |
| 1999      | DKDA                                | Gina                                            |
| 1999      | Mujeres engañadas                   | Leticia                                         |
| 2000      | Carita de ángel                     | Ámbar Ferrer                                    |
| 2000      | La casa en la playa                 | Malena Núñez                                    |
| 2001      | La intrusa                          | Guadalupe "Lupita" Rojas                        |
| 2001-2002 | Navidad sin fin                     | Cuquis Ibarra                                   |
| 2002      | Entre el amor y el odio             | Cecilia Amaral                                  |
| 2002-2003 | Gata salvaje                        | Rosaura Ríos Olivares                           |
| 2003      | Velo de novia                       | Ángeles Villaseñor del Moral                    |
| 2004      | Rubí                                | Sonia Chavarria González                        |
| 2005      | Contra viento y marea               | Natalia Ríos                                    |
| 2007      | El Zorro: la espada y la rosa       | Esmeralda Sánchez de Moncada Burgos de Castilla |
| 2007      | Amor sin maquillaje                 | Josefina "Pina" Cárdenas                        |
| 2011      | Los herederos Del Monte             | Paula Del Monte Cañadas                         |
| 2012      | Corazón apasionado                  | Patricia Campos Miranda                         |
| 2012-2013 | El rostro de la venganza            | Alicia Ferrer / Eva Samaniego                   |
| 2014      | El Señor de los Cielos              | Victoria Navárez "La Gober"                     |
| 2015-2016 | Pasión y poder                      | Nina Pérez de Montenegro                        |
| 2019      | Por amar sin ley                    | Mónica / Verónica                               |
| 2021      | La desalmada                        | Leticia Lagos de Toscano                        |
| 2022      | Amor en Navidad: Un papá en Navidad | Rebeca Medina                                   |
| 2023      | El amor invencible                  | Columba Villareal de Torrenegro                 |
| 2023      | Amores que engañan                  | Fabiola Romero                                  |
| 2023-2024 | El maleficio                        | Beatriz Almazán                                 |
| 2025      | Me atrevo a amarte                  | Deborah Méndez Vda. de Monteiro                 |

### Programas
| Año  | Serie                   | Personaje          |
| ---- | ----------------------- | ------------------ |
| 1999 | ¿Qué nos pasa?          | Varios personajes  |
| 2000 | Camarón que se duerme   | Conductora         |
| 2004 | Big Brother             | Invitada           |
| 2006 | Ugly Betty              | Sister Eva / Elena |
| 2011 | Confesiones de novela   | Invitada           |
| 2014 | Jane the Virgin         | Anna Smith         |
| 2017 | Mira quién baila        | Primera Eliminada  |
| 2022 | Top Chef VIP            | Participante       |
| 2023 | ¿Qué dicen los famosos? | Invitada           |

### Cine
| Año  | Película                 | Personaje |
| ---- | ------------------------ | --------- |
| 2007 | Species IV: El despertar | Azura     |
| 2008 | Playball                 | Elena     |

### Teatro
| Año                            | Obra                  | Personaje |
| ------------------------------ | --------------------- | --------- |
| 2016                           | Anatomía perfecta     |           |
|                                | Sueños de un seductor |           |
| Sé infiel y no mires con quién |                       |           |

### Videoclips
| Año  | Videoclip       | Cantante               |
| ---- | --------------- | ---------------------- |
| 2002 | Gata Salvaje    | Pablo Montero          |
| 2006 | Siempre contigo | Los Tucanes de Tijuana |

## Premios y nominaciones

### Premios ACE
| Año  | Categoría                           | telenovela                    | Resultado |
| ---- | ----------------------------------- | ----------------------------- | --------- |
| 2007 | Mejor actriz de televisión escénica | El Zorro: la espada y la rosa | Ganadora  |

### Premios El Heraldo de México
| Año  | Categoría               | telenovela | Resultado |
| ---- | ----------------------- | ---------- | --------- |
| 2002 | Mejor actriz revelación | La intrusa | Nominada  |

### Premios TVyNovelas
| Año  | Categoría              | telenovela | Resultado |
| ---- | ---------------------- | ---------- | --------- |
| 2002 | Mejor actriz coestelar | La intrusa | Nominada  |

### Reconocimientos
- La revista People en español la nombra entre los 50 rostros más bellos del mundo artístico.[12]

- Recibe su estrella en el Paseo de las Luminarias de México.